# Жабозуб сичуанський
Жабозуб сичуанський (Liua shihi) — вид земноводних з роду Китайський жабозуб родини Кутозубі тритони.

## Опис
Загальна довжина становить 15—20 см. Значною мірою схожий на алатауського жабозуба. Голова широка. Сошникові зуби у 2 рядки, далеко позаду хоанів. Губні складки великі. Тулуб масивний, кремезний. Має 11 реберних борозен. Кінцівки короткі, передні — з 4 пальцями, задні — з 5 пальцями. Забарвлення спини оливкове з коричневими цяточками. Черево молочно-жовте.

## Спосіб життя
Полюбляє тропічні рівнинні вологі ліси, річки і прісноводні болота. Зустрічається на висоті 910–2350 м над рівнем моря. Трапляється у холодних повільних течіях. Дорослі особини ведуть переважно водний спосіб життя, зазвичай ховаючись під камінням у воді. Деяких особин іноді можна зустріти на кам'янистих берегах. Живиться водними личинками різних безхребетних.
Період розмноження починається наприкінці березня і триває до початку квітня. Самиця відкладає 2 желеподібних мішечка, що містять від 12 до 42 яєць.

## Розповсюдження
Поширений в гірських областях центрального і західного Китаю: в провінціях Сичуань, Шаньсі, Хенань, Хубей.